# Charles Knapp (Politiker)

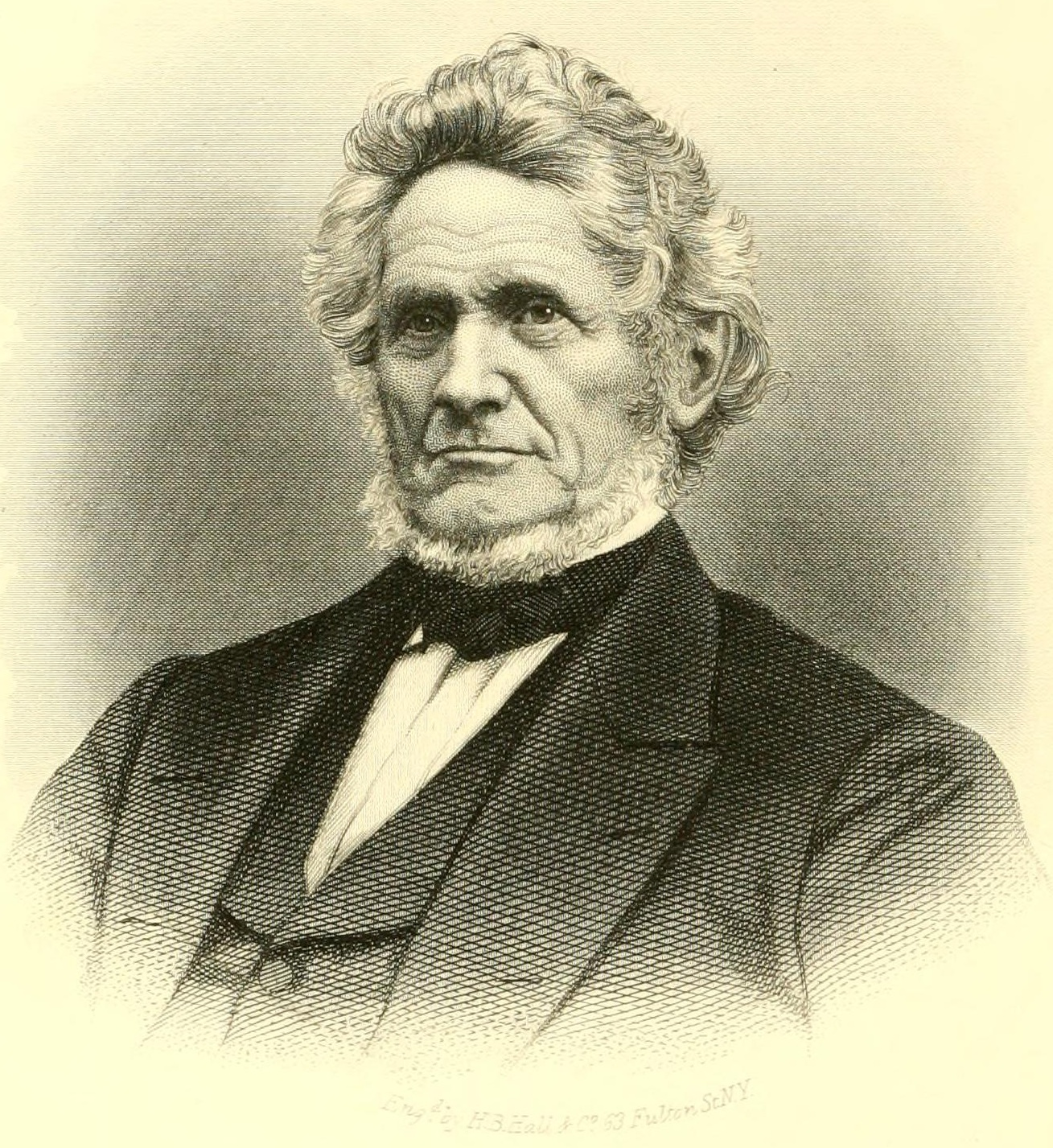
Charles Knapp, 1872

Charles Knapp (* 8. Oktober 1797 in Colchester, New York; † 14. Mai 1880 in Deposit, New York) war ein US-amerikanischer Politiker. Zwischen 1869 und 1871 vertrat er den Bundesstaat New York im US-Repräsentantenhaus. Der Kongressabgeordnete Charles J. Knapp war sein Sohn.

## Werdegang
Charles Knapp wurde zuerst zuhause unterrichtet und besuchte später Gemeinschaftsschulen. Danach war er in der Landwirtschaft tätig. Er unterrichtete an einer Schule in Delaware County. 1825 ging er kaufmännischen Geschäften nach. Er saß 1841 in der New York State Assembly. 1848 zog er nach Deposit im Delaware County, wo er 1854 eine Bank gründete, deren Präsident er wurde. Politisch gehörte er der Republikanischen Partei an.
Bei den Kongresswahlen des Jahres 1868 für den 41. Kongress wurde Fields im 19. Wahlbezirk von New York in das US-Repräsentantenhaus in Washington, D.C. gewählt, wo er am 4. März 1869 die Nachfolge von William C. Fields antrat. Da er auf eine erneute Kandidatur im Jahr 1870 verzichtete, schied er nach dem 3. März 1871 aus dem Kongress aus.
Nach seiner Kongresszeit ging er wieder seiner Banktätigkeit nach. Am 14. Mai 1880 starb er in Deposit und wurde auf dem Laurel Bank Cemetery beigesetzt.